# 日昂语
日昂语是一种在中国和缅甸使用的佤德昂语支语言。使用者在文化上与克伦族很像，但语言则没有，且起源上则与德昂族更相近。郎日昂语和籁日昂语有时被划为不同的语言。